# Hoàng Danh Ngọc
Hoàng Danh Ngọc (sinh ngày 3 tháng 4 năm 1990 tại chợ Cầu, Thái Hoà, Thái Thuỵ, Thái Bình) là cầu thủ bóng đá Việt Nam, hiện đang thi đấu cho CLB Định Hướng Phú Nhuận.
Danh Ngọc từng khoác áo đội tuyển U22 Việt Nam, và thi đấu cho câu lạc bộ GM Mikado Nam Định, được lên chơi ở đội 1 từ V.League mùa 2007.
Danh Ngọc tuy thể hình nhỏ con nhưng lại có thể lực rất dẻo dai, và một cái chân trái kĩ thuật. Với những phẩm chất ấy, Ngọc đã lọt vào mắt xanh của những nhà tuyển trạch VFF và trở thành thành viên của ĐT U22 Việt Nam vô địch Merdeka Cup 2008.
Người em sinh đôi của Hoàng Danh Ngọc là Hoàng Nhật Nam.

## Nổi tiếng
Danh Ngọc là cầu thủ có cái chân trái rất là dẻo và có những quả sút xa sấm xét. Anh đã từng tham dự AFC Champions League cùng với đội Mikado Nam Định và ghi một bàn thắng rất đẹp từ 1 pha sút xa ngoài khu vực 16m50, được kênh truyền hình ESPN bầu là một trong những bàn thắng đẹp nhất mùa giải đó.

## Tai tiếng và nghi án bán độ
Trong trận Nam Định gặp Thể Công, Hoàng Danh Ngọc đã có những hành động không đẹp với các cổ động viên Thể Công. Sau trận này Ngọc bị kỉ luật 10 triệu và cấm thi đấu 6 trận.
Anh dính vào nghi án bán độ cùng các đồng đội ở CLB The Vissai Ninh Bình với số tiền nhận được là 50 triệu đồng.

## Danh hiệu

### Mikaido Nam Định
Cúp Quốc gia: 2007

### Xi măng The Vissai Ninh Bình
Cúp Quốc gia: 2013
Siêu cúp bóng đá Việt Nam: 2013